# Gretchen McCulloch
Pour les articles homonymes, voir McCulloch.
Gretchen McCulloch est une linguiste canadienne. Elle effectue, sur son blog All Things Linguistic et son podcast Lingthusiasm (qu'elle coanime avec Lauren Gawne), des analyses linguistiques sur les formes de communication en ligne telles que les mèmes Internet, les émojis, et les messageries instantanées. Elle écrit aussi régulièrement pour Wired, et le faisait auparavant pour The Toast. Elle a publié en 2019 un livre en anglais sur la linguistique de l'Internet, Because Internet: Understanding the New Rules of Language.

## Formation
Gretchen McCulloch a obtenu une maîtrise en linguistique à l'Université McGill.

## Travaux
Les travaux de Gretchen McCulloch se concentrent sur la linguistique de l'Internet, un domaine fondé par David Crystal. Elle publie de façon hebdomadaire sur son blog, All Things Linguistic ; ces articles, ainsi que ses autres publications, sont collectivement appelés "Gretchen McContent" par ses fans. Elle y discute régulièrement les tendances dans l'usage des mots, des phrases, et des émojis dans les communications en ligne anglophones, et y effectue aussi des analyses des formes de langue utilisées dans les communications sur Internet. Elle était la chroniqueuse attitrée sur la linguistique du site féministe The Toast, où elle a publié en 2014 un article analysant la grammaire du mème doge. Cet article a été couvert par BBC Radio 4, où Gretchen McCulloch a été interviewé sur le sujet par Evan Davis.
Son premier livre, Because Internet: Understanding the New Rules of Language, a été publié chez Riverhead Books en 2019. Elle y explore l'histoire de la communication en ligne en anglais et les tendances linguistiques qui y ont émergé au fil des ans, ainsi que les effets que ce type de communication pourrait avoir sur la langue anglaise dans son ensemble,.
Le livre a été acclamé par la critique dans le New York Times, et est apparu sur la New York Times Best Seller list peu après sa publication,. Il a également reçu des critiques positives sur la National Public Radio et dans le Washington Post.
Gretchen McCulloch travaille également avec des YouTubeurs : elle collabore avec Tom Scott sur les vidéos Language Files de sa chaîne, et fait partie du comité de rédaction du cours de linguistique de la chaîne Crash Course.
Elle a reçu en 2021 le prix Linguistique, langage et le public de la Société de linguistique d'Amérique.

## Dans la culture populaire
Gretchen McCulloch a été représentée sur la page du 4 novembre 2020 du webcomic xkcd, qui commente l'étymologie des mots signifiant « ours » en remontant à leurs racines indo-européennes. Un autre personnage de linguiste d'apparence identique a été représenté sur la page du 5 février 2021 de ce même webcomic.
Elle a publié sur Twitter le 16 novembre 2020 les paroles de Vaccine, une parodie de la chanson Jolene, en réponse à la nouvelle que Dolly Parton avait contribué 1 million de dollars au développement de l'un des vaccins contre la Covid-19 les plus prometteurs. La chanson a été chantée, enregistrée, et publiée sur YouTube par Ryan Cordell, professeur d'anglais à l'université du Nord-Est,,.